# Duerne
Duerne is een gemeente in het Franse departement Rhône (regio Auvergne-Rhône-Alpes) en telt 660 inwoners (1999). De plaats maakt deel uit van het arrondissement Lyon.

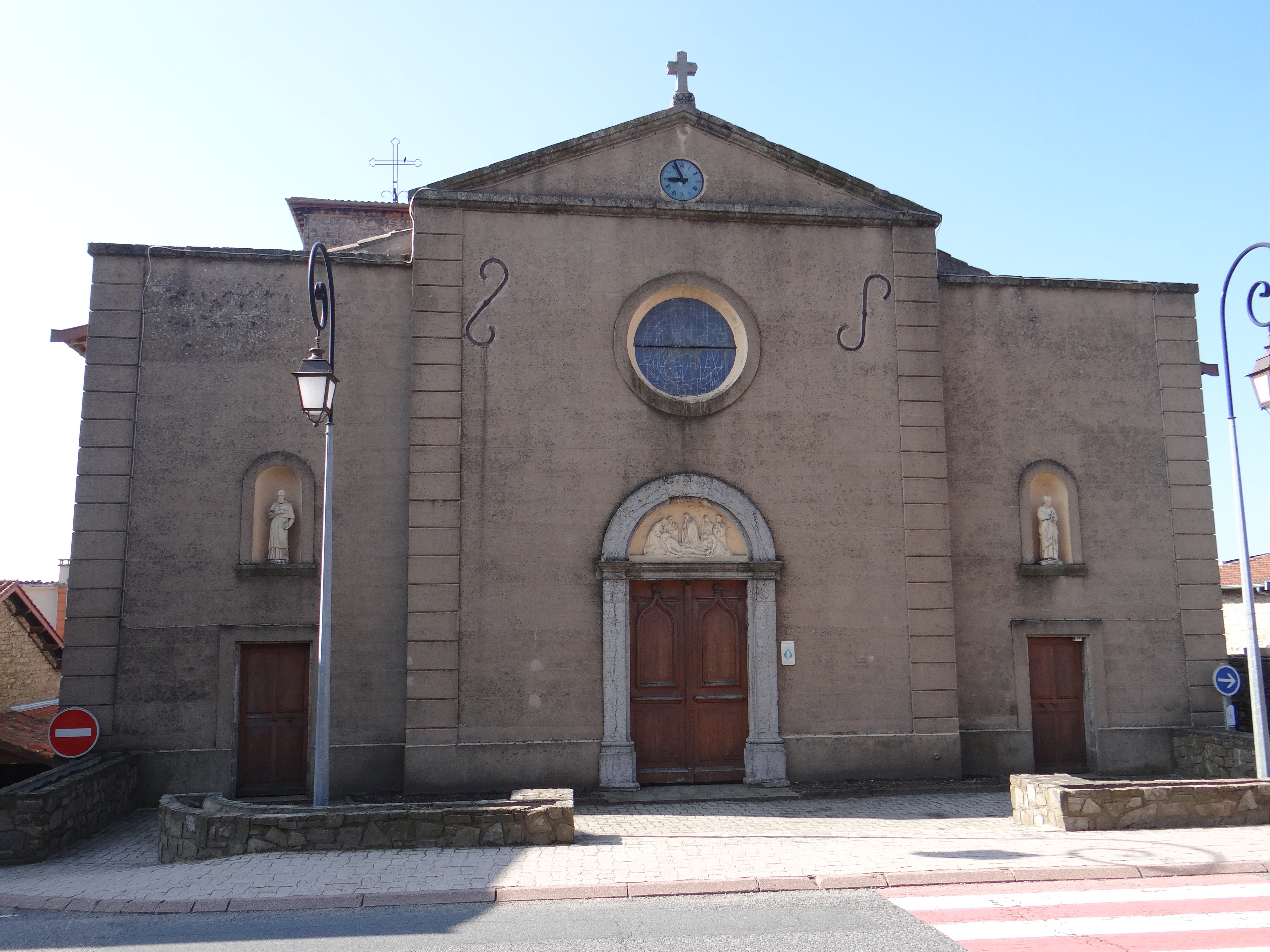
Kerk van de apostel Johannes
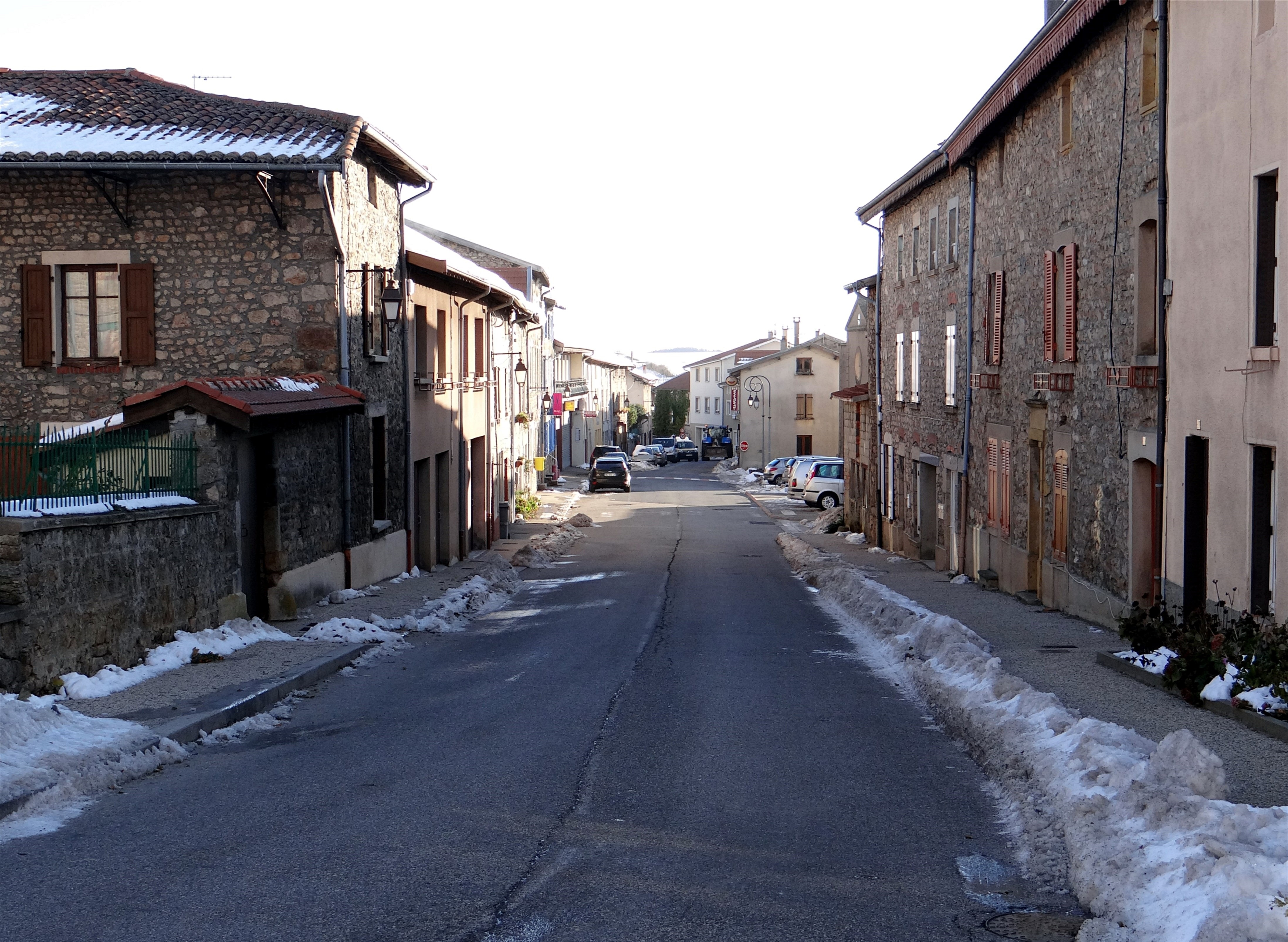
Duerne

## Geografie
De oppervlakte van Duerne bedraagt 11,4 km², de bevolkingsdichtheid is 57,9 inwoners per km².
De onderstaande kaart toont de ligging van Duerne met de belangrijkste infrastructuur en aangrenzende gemeenten.

## Demografie
Onderstaande figuur toont het verloop van het inwonertal (bron: INSEE-tellingen).